# 白崎風鈴
白崎風鈴（1984年11月4日—）是日本的AV女優。出身於日本東京都。身高：158公分。血型：A型。興趣：動畫鑑賞。

## 略歴
2010年出道於AV界。

## 作品

### AV作品
- 美人レポーター温泉輪姦孕汁（2010年7月20日、東京熱）※「霧島由宇」名義
- Sky Angel Vol.114 : 白崎風鈴（2010年8月11日、Sky High Ent.）
- Sky High Premium Vol.7（2010年11月16日、Sky High Ent.）

## 外部連結
- Sky High Ent. 女優介紹 白崎風鈴[永久]